# Epicadinus polyophthalmus
Epicadinus polyophthalmus là một loài nhện trong họ Thomisidae.
Loài này thuộc chi Epicadinus. Epicadinus polyophthalmus được Cândido Firmino de Mello-Leitão miêu tả năm 1929.